# داویت هوهانس
داویت هُوْهانِس (ارمنی: Դավիթ Հովհաննես; زاده ۱۷ فوریهٔ ۱۹۴۵ - درگذشته ۱۹ ژوئیه ۲۰۱۶) یک سیاستمدار، شاعر و مترجم اهل ارمنستان بود؛ که بین سال‌های ۱۹۶۵ تا ۲۰۱۶ فعالیت ادبی داشت. وی بین سال‌های ۱۹۹۹ تا ۲۰۰۳ نماینده دوره دوم مجلس ملی جمهوری ارمنستان بود. 

## زندگی‌نامه
هوهانس در ۱۷ فوریهٔ ۱۹۴۵ در ایروان به دنیا آمد. وی از سال ۱۹۷۵ عضو اتحادیه نویسندگان ارمنستان بود. داویت هوهانس ۱۹ ژوئیهٔ ۲۰۱۶ در سن ۷۱ سالگی در ایروان درگذشت.